# Rakovec nad Ondavou
Rakovec nad Ondavou – wieś (obec) na Słowacji położona w kraju koszyckim, w powiecie Michalovce. Pierwsze wzmianki o miejscowości pochodzą z roku 1266. 
Według danych z dnia 31 grudnia 2012, wieś zamieszkiwało 1066 osób, w tym 579 kobiet i 487 mężczyzn.
W 2001 roku rozkład populacji względem narodowości i przynależności etnicznej wyglądał następująco:
- Słowacy – 98,75%
- Czesi – 0,54%
- Romowie – 0,18%
- Ukraińcy – 0,09%
- Węgrzy – 0,36%

Ze względu na wyznawaną religię struktura mieszkańców kształtowała się w 2001 roku następująco:
- Katolicy rzymscy – 32,8%
- Grekokatolicy – 58,53%
- Ewangelicy – 0,89%
- Prawosławni – 0,8%
- Ateiści – 2,23%
- Nie podano – 4,02%